# Carassius gibelio auratus
El Rancho
(Carassius gibelio auratus) es una raza de pez originaria de Japón de cuerpo abultado y corto, que carece de aleta dorsal, característica que comparte con otras razas de Goldfish la cuál se forma por un gen recesivo que inhibe de la aleta dorsal.

## Origen y evolución
El Ranchu de hoy en día es un desarrollo del pez japonés cabeza de león. Son el resultado directo de los experimentos de cruce de diferentes muestras de cabeza de león chino.

## Descripción
Es un pez de colores de gran prestigio de lujo en Japón. Aunque es similar al lionheads, ranchú tienen la espalda arqueada y tienen una cola mucho más corta metida en un ángulo agudo, alcanzó un tamaño de 13 a 18 centímetros. Su expectativa de vida es de 6 a 10 años. Existen tres variedades: el ranchú chino, el ranchú japonés y el ranchú americano. 
El ranchú tiene forma de un huevo ovalado con un vientre profundo. No tiene aleta dorsal y las normas de cría requiere que la parte de atrás no debe tener ningún vestigio de la aleta dorsal sobre el mismo. La espalda debe ser redondeada y no plana, como en el caso de lionheads. La zona del pedúnculo caudal debe curvarse bruscamente hacia abajo. El pedúnculo caudal se debe ser amplia y no largos o muy cortos (un pedúnculo caudal bien formada evita impedimentos de movimiento para este tipo de peces). La cola del ranchú se encuentra con el pedúnculo caudal en un ángulo de cuarenta y cinco grados, dando a los peces un movimiento de natación único. Además, los lóbulos de la cola son redondeados.
La característica más prominente de la ranchú es su cabeza. Debe haber suficiente espacio entre los ojos, y también desde los ojos hasta la parte frontal de la cabeza. La cubierta de las agallas debe extenderse muy lejos hacia la cola. El crecimiento de la cabeza de los ranchú jóvenes puede tomar por lo menos un año en desarrollarse. Los ranchús jóvenes que poseen frente ancha y la nariz cuadrada generalmente producen mejores crecimientos de cabeza. Los ranchús aultos pueden alcanzar entren 15 a 20 centímetros de longitud.
Los ranchús pueden venir en color naranja, rojo, blanco, rojo y blanco, azul, negro, negro y blanco, negro y rojo, natural, y la coloración chocolate. También pueden ser metálicos, nacarados (calicó) o color mate. El ranchú con cuerpo de color amarillo pálido y brillante cabeza roja es poco frecuente.

## Clasificación, comportamiento y confirmación
Japoneses, tailandeses, americanos y británicos criadores de ranchú, así como muchas sociedades prestigiosas en mantener peces de colores, adhieren a dos clasificaciones estrictas de visión del ranchú, a saber: del comportamiento de alto punto de vista y los criterios de selección de la vista lateral. Sin embargo, la cultura tradicional japonesa, la estética y conceptos respecto de estos atributos de ambos ranchú y luchador de sumo, como una figura imponente y sólido compuesto de círculos grandes y cuadrados, que son representaciones abstractas de equilibrio, proporción, la dignidad, movimientos elegantes y poder. 